# St. George (Carolina do Sul)
St. George é uma cidade  localizada no estado americano da Carolina do Sul, no Condado de Dorchester.

## Demografia
Segundo o censo americano de 2000, a sua população era de 2092 habitantes.

## Geografia
De acordo com o United States Census Bureau tem uma área de
6,9 km², dos quais 6,9 km² cobertos por terra e 0,0 km² cobertos por água.

## Localidades na vizinhança
O diagrama seguinte representa as localidades num raio de 24 km ao redor de St. George.